# Snowgoons
Snowgoons ist ein Hip-Hop-Produktionsteam aus Deutschland, bestehend aus den Gründungsmitgliedern Det (D. Keller) und DJ Illegal (M. Winter), sowie Sicknature (J. Andersen), DJ Crypt aka Thommy Tornado und J. S. Kuster.

## Bandgeschichte

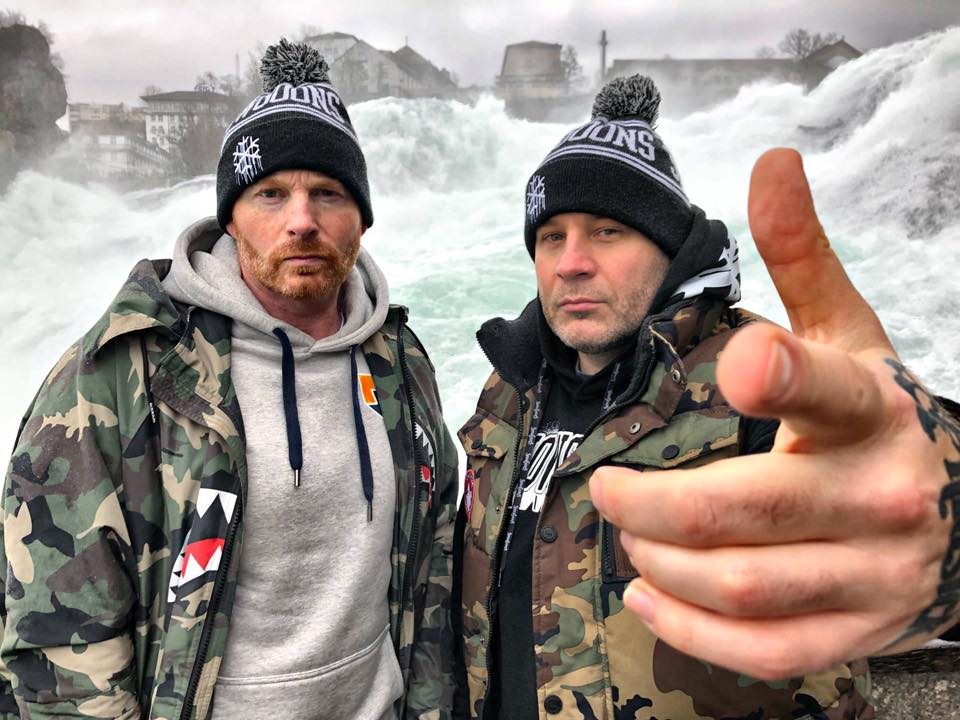
Det und DJ Illegal (2019)

Gegründet wurden die Snowgoons 1999 von Det und DJ Illegal mit der Maxi-Single von Pal One aus Mannheim. 2004 folgte die Vinyl-Ep Hip Hop - The Return of the Culture mit dem Old School Rapper Donald D auf dem Frankfurter Label Hot Shit. Ebenfalls 2004 auf Hot Shit erschienen ist die Maxi-Single Clip Full of Ammo mit J-Sands von den Lone Catalysts und Mitchell Hennessy.
Ein Jahr später (2005) wurde die Maxi-Single Who What When Where mit Celph Titled und Majik Most über den Onlineshop HipHopVinyl.de (kurz HHV) veröffentlicht. Diese Maxi-Single war die Auskoppelung aus dem 2007 veröffentlichten Debüt-Album German Lugers, welches über das US-Label Babygrande Records erschien. Besonders zu erwähnen ist die Feature-Liste der Künstler quer durch die US-Underground HipHop Szene u. a. Sean Price von Heltah Skeltah, Edo G., Reef the Lost Cauze, Rasco von den Cali Agents, Jus Allah, Chief Kamachi, Living Legends und Wise Intelligent.
2008 erschien das zweite Album Black Snow wiederum auf Babygrande Records. Insgesamt sind 47 Künstler auf dem 21 Lieder umfassenden Album, u. a. Ill Bill, Defari, Psycho Realm, Army of the Pharaohs, R.A. The Rugged Man, zu hören.
Zu Beginn 2009 veröffentlichte Babygrande Records das Doppel-Album The Snowgoons Instrumentals auf dem nur die Instrumental-Versionen der beiden Alben German Lugers und Black Snow zu hören sind. Im Mai 2009 wurde das Projekt A Fist in the Thought mit den aus South Carolina stammenden Künstlern Lord Lhus und Savage Brothers veröffentlicht. Dieses Projekt wird als ein kollaboratives Album betrachtet und wurde ebenfalls über Babygrande Records herausgebracht.
Juli 2009 folgte ein weiteres Projekt, namens German Snow, das sich erstmals wieder mit Deutschen Künstlern wie Curse, Aphroe (Ruhrpott AG), Nico Suave, Torch und vielen weiteren widmet. Die Grundidee besteht darin, die ersten beiden Alben German Luger und Black Snow zu Remixen und auf jedem Song einen Deutschen Rapper zu featuren. Da es sich um eine Verbindung mit deutschen Rappern und den Titeln der ersten beiden Alben handelt erklärt sich der Name German Snow von selbst. German Snow wurde über Mad-Flava Records / Groove attack herausgebracht.
2009 wurde das dritte offizielle Album The Trojan Horse im Oktober wiedermals über das US-Label Babygrande Record veröffentlicht. Ende 2009 erschien ein Free-Download-Album mit dem Titel Black Luger welches das Gegenstück zu German Snow bildet. Auf Black Luger sind ebenfalls die Remix Versionen der Original Song von German Luger und Black Snow nur diesmal ohne die Deutschen Features und ist auf der Website Bandcamp umsonst erhältlich. Zusammen mit dem Rapper und Producer Sicknature aus Dänemark veröffentlichten die Snowgoons das Mixtape Banished From Home.
Im Dezember 2010 veröffentlichten die Snowgoons ihr viertes Album mit dem Titel Kraftwerk auf dem eigenen Label Goon MuSick. Zum Album erscheint das Musikvideo / Kurzfilm Global Domination, welches von der Kanadischen Produktionsfirma Reel Wolf produziert wurde. Ebenso auf Goon MuSick veröffentlichten die Snowgoons die Projekte The Iron Fist, welches der zweite Teil von A Fist in the Thought von 2009 darstellt, und die Digital-EP Virohazard mit Viro The Virus im ersten Halbjahr 2011. Im Oktober 2011 folgte das Album von Reef the Lost Cauze und den Snowgoons mit dem Titel Your Favorite MC. Im Oktober 2011 wurde Sicknature und ebenso J. S. Kuster als offizielle Mitglieder bekannt gegeben und seither besteht das Team aus vier Personen.
Erstmals wieder über das Label Babygrande Records wurde das gemeinsame Album mit den New Yorker Rap-Duo M.O.P. und dem Titel Sparta veröffentlicht. 2012 erschien das neue und fünfte Snowgoons Doppel-Album Snowgoons Dynasty wieder auf Babygrande. 2013 wurde das Projekt The Goondox, bestehend aus PMD von EPMD, Sean Strange und den Snowgoons mit dem Titel Welcome to the Goondox über RBC Records und Goon MuSick veröffentlicht. Ebenso das von den Snowgoons produzierte Album von Virtuoso CoVirt Ops: Infantry ebenfalls über Goon MuSick.
Als zweites Soloalbum von Sicknature wurde Nature Of The Contaminated auch produziert von den Snowgoons über Goon MuSick veröffentlicht. Die letzte Veröffentlichung im Jahr 2013 war Black Snow 2 als Nachfolger von Black Snow aus dem Jahr 2008.
Der erste Release im Jahr 2014 ist das Projekt von Onyx & Snowgoons - WakeDaFucUp welches ebenfalls auf Goon MuSick veröffentlicht wurde.
Im Herbst 2014 folgte die Veröffentlichung eines gemeinsamen Albums namens Bodhiguard mit Absztrakkt, das auf Platz 37 der Charts einstieg.
Im Herbst 2016 brachten sie, ebenfalls über Goon MuSick das Album Goon Bap heraus, das in Zusammenarbeit mit vielen Künstlern des amerikanischen Underground Rap entstand.

## Diskografie

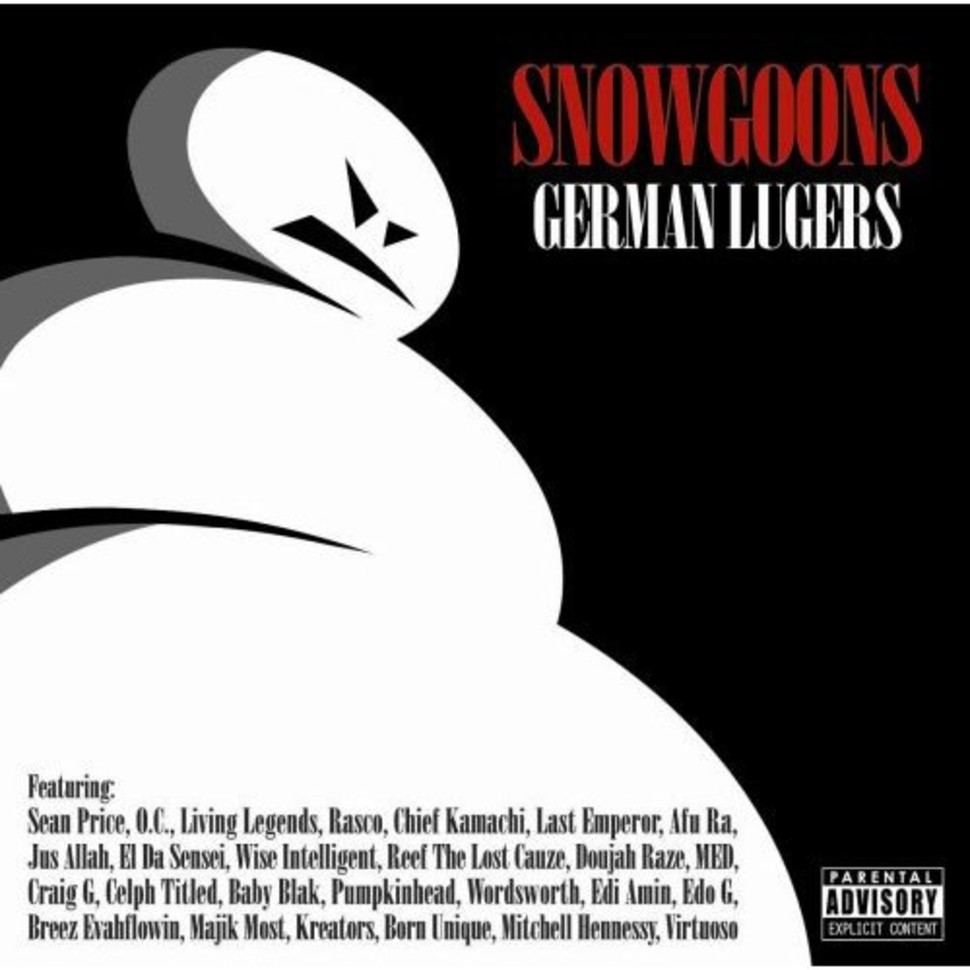
German Lugers

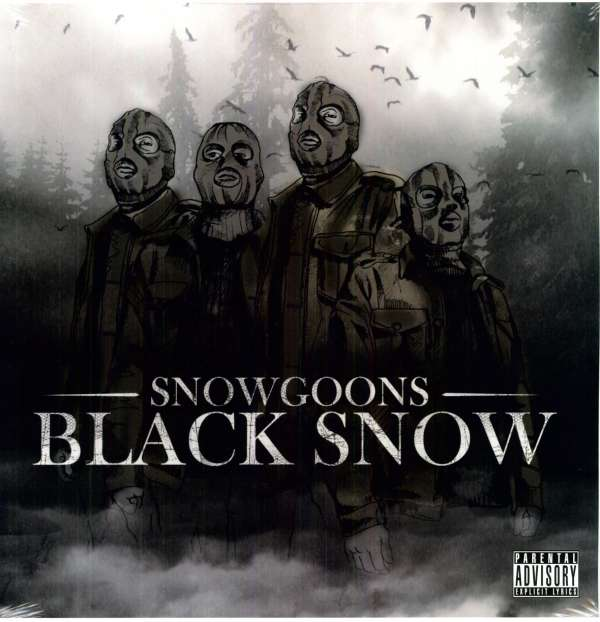
Black Snow

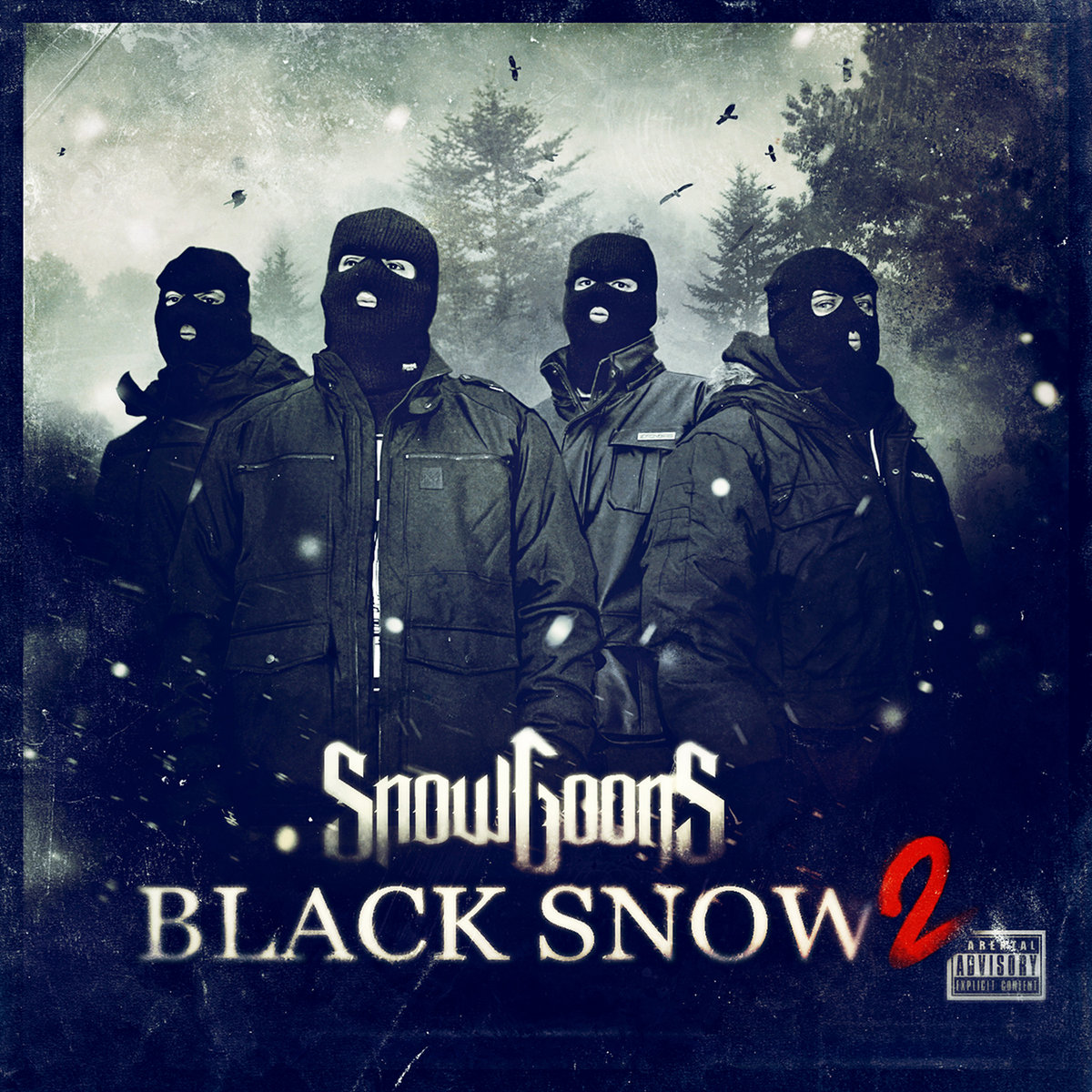
Black Snow 2

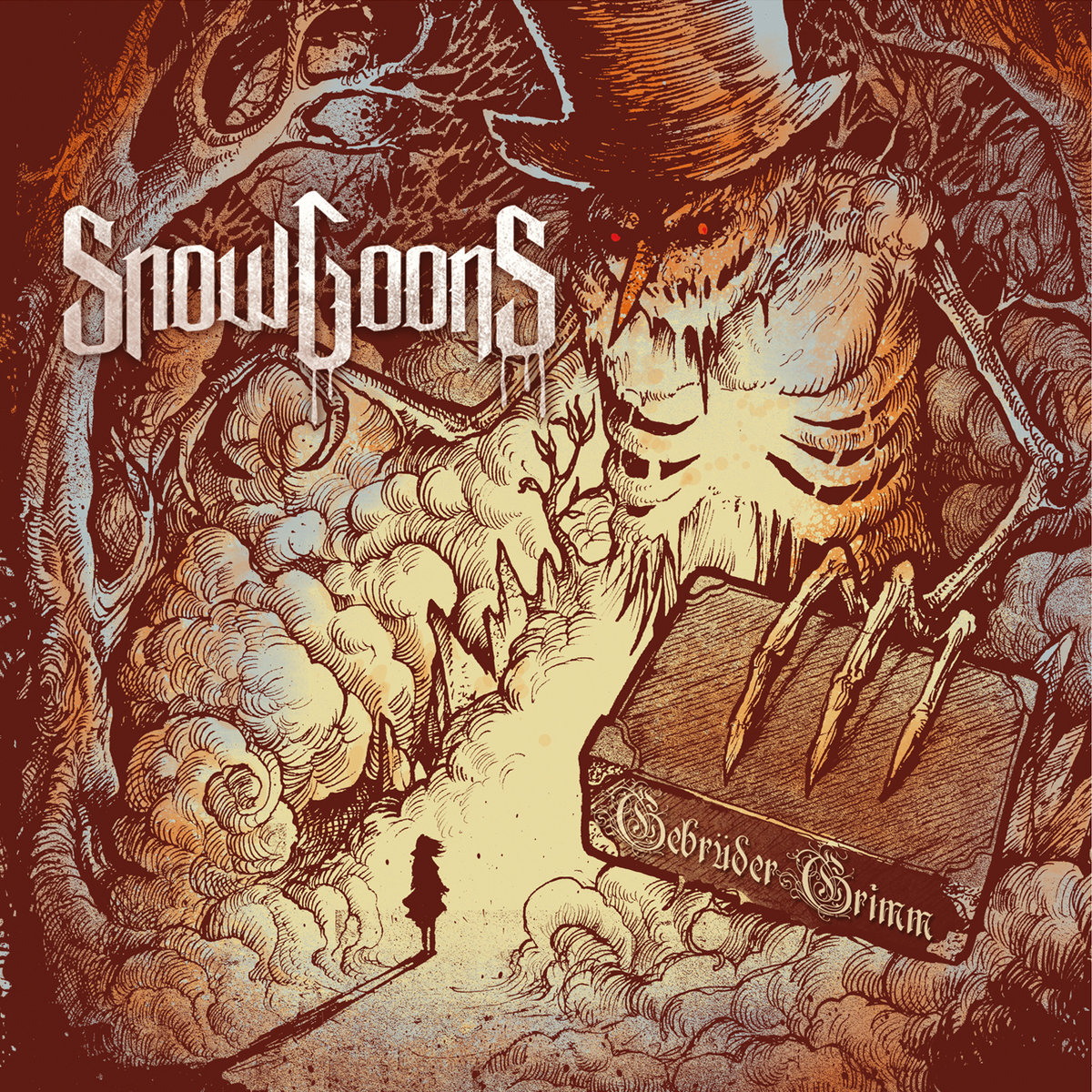
Gebrüder Grimm

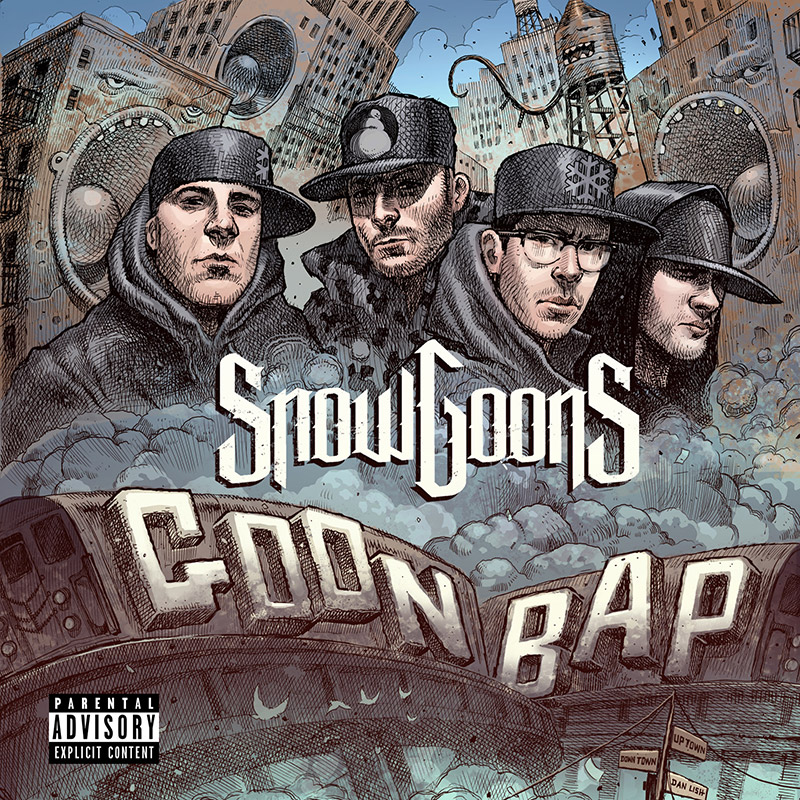
Goon Bap

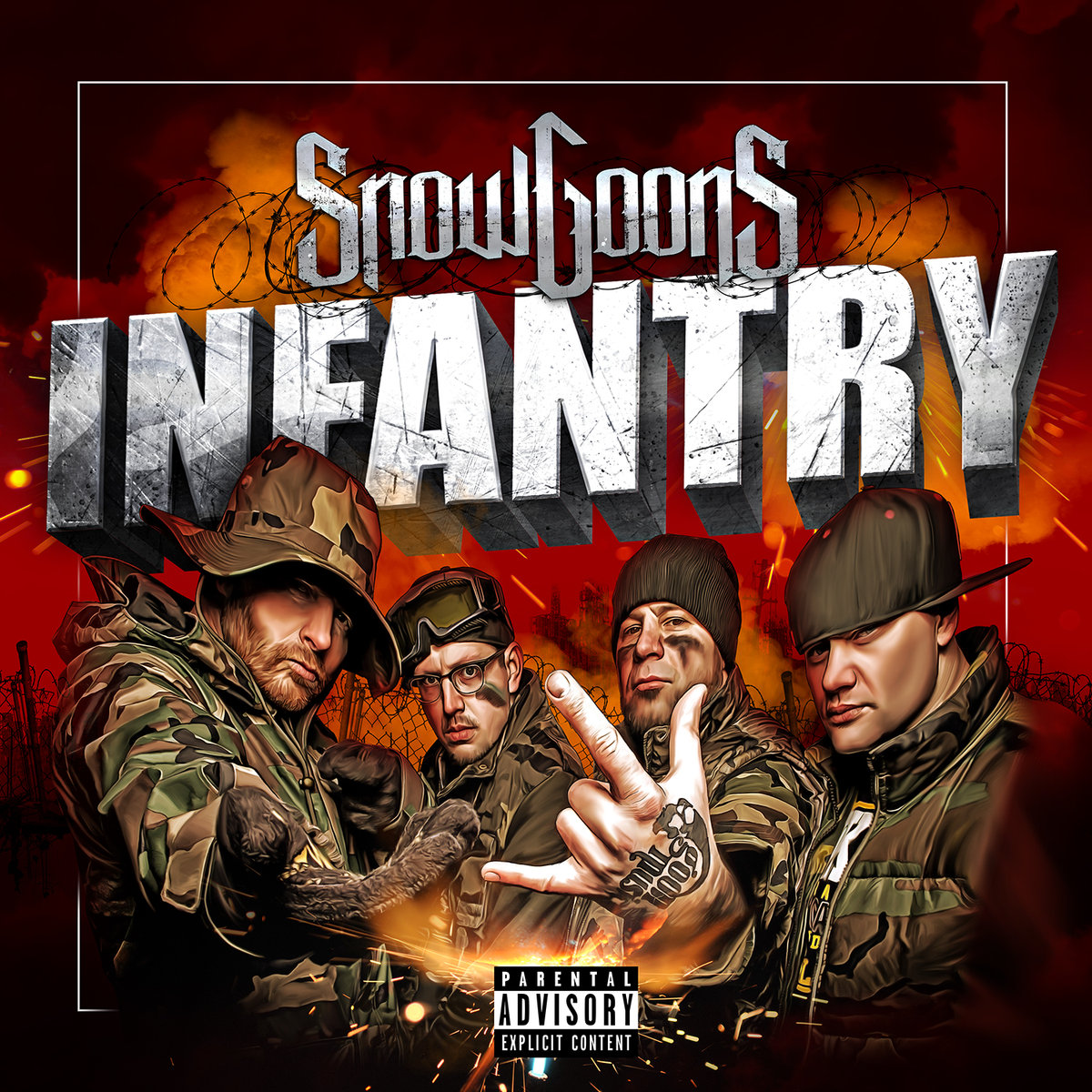
Snowgoons Infantry

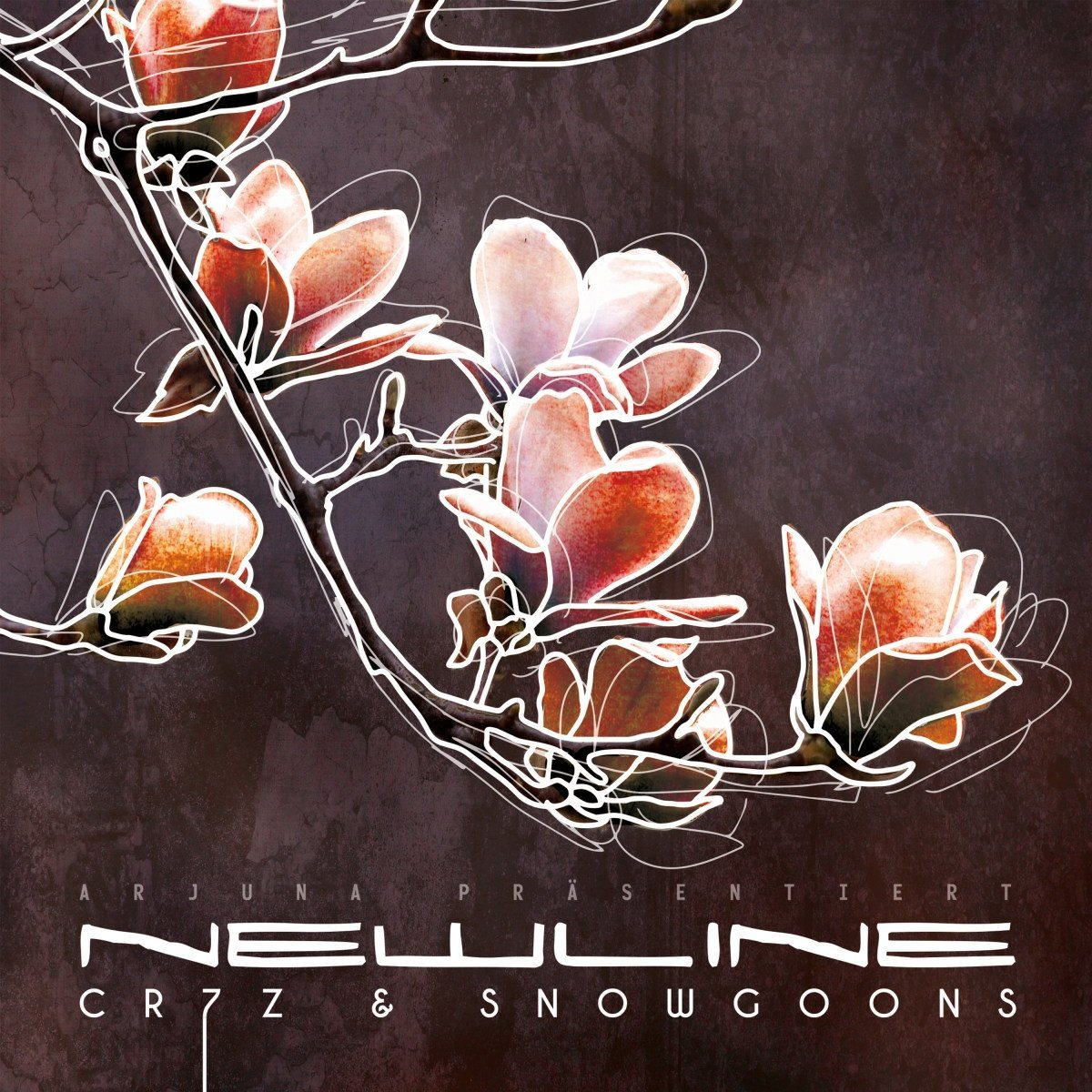
Newline

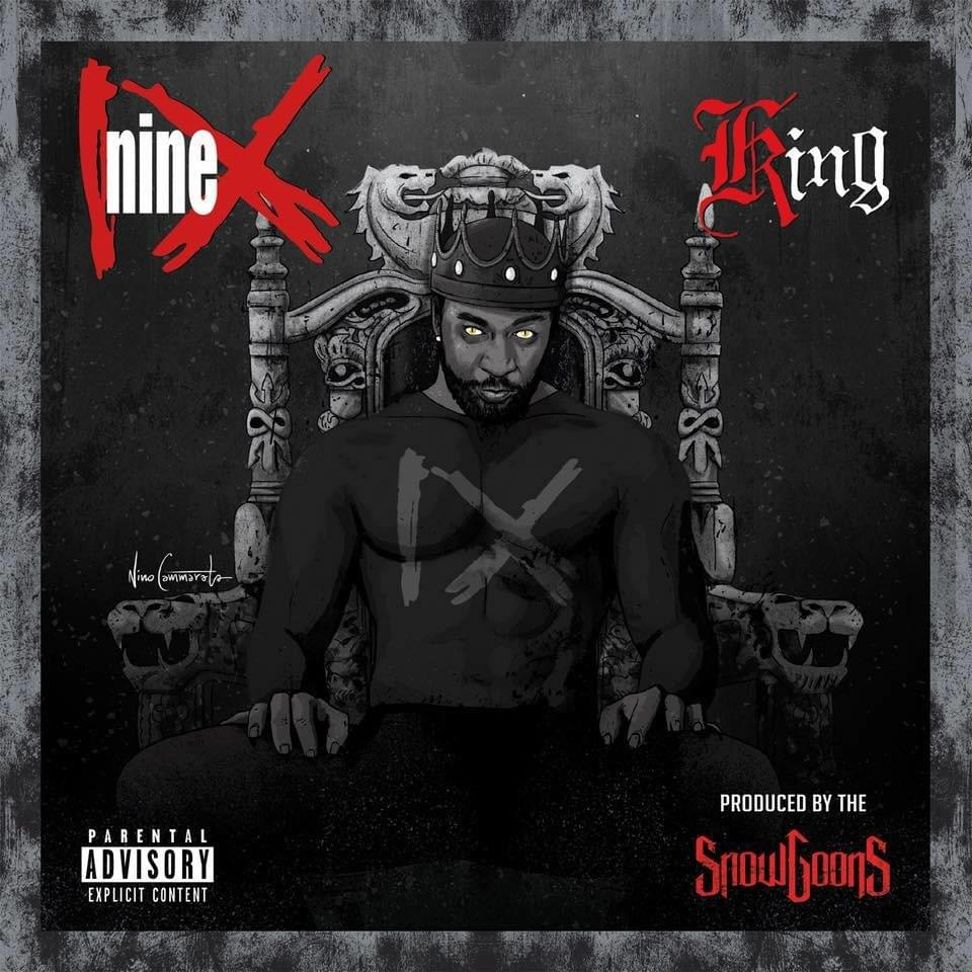
King

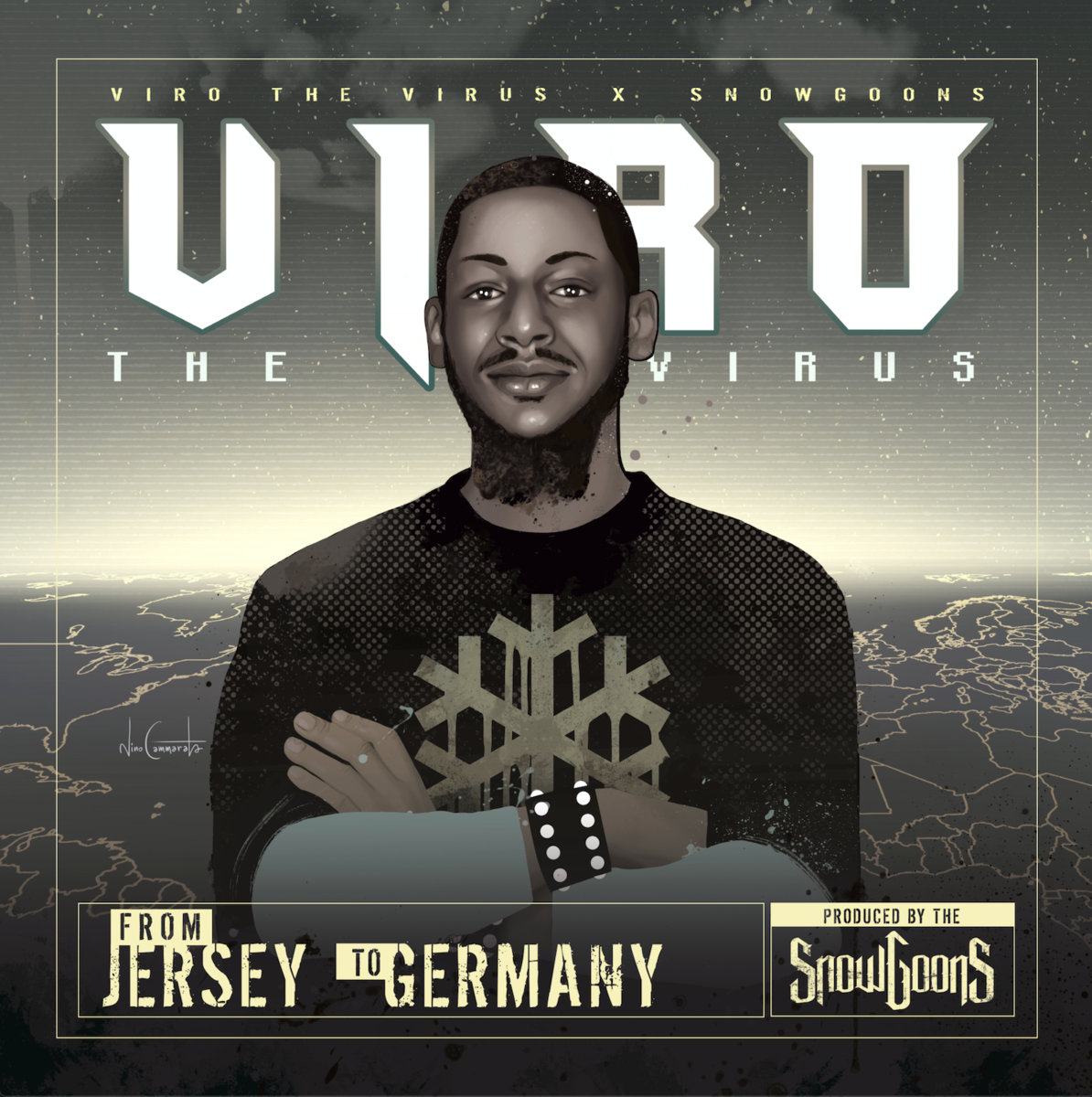
From Jersey To Germany

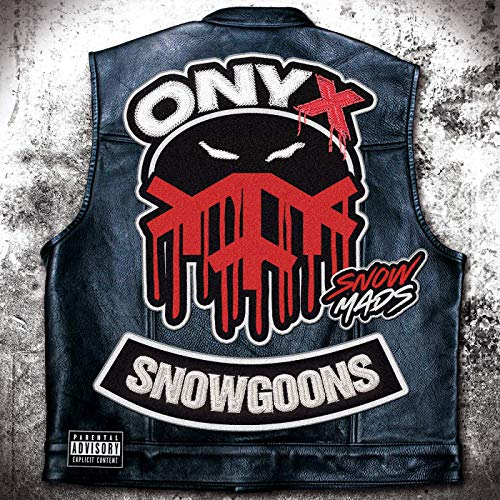
Snowmads

### Alben
| Jahr | Titel              | Höchstplatzierung, Gesamtwochen, AuszeichnungChartplatzierungen (Jahr, Titel, Platzierungen, Wochen, Auszeichnungen, Anmerkungen) | Höchstplatzierung, Gesamtwochen, AuszeichnungChartplatzierungen (Jahr, Titel, Platzierungen, Wochen, Auszeichnungen, Anmerkungen) | Anmerkungen |
| Jahr | Titel              | DE | CH | Anmerkungen |
| ---- | ------------------ | --- | --- | ----------- |
| 2007 | German Lugers      | — | — |             |
| 2008 | Black Snow         | — | — |             |
| 2009 | The Trojan Horse   | — | — |             |
| 2010 | Kraftwerk          | — | — |             |
| 2012 | Terroristen Volk   | — | CH92 (1 Wo.)CH |             |
| 2012 | Snowgoons Dynasty  | — | CH79 (1 Wo.)CH |             |
| 2013 | Black Snow 2       | — | CH92 (1 Wo.)CH |             |
| 2015 | Gebrüder Grimm     | — | — |             |
| 2016 | Goon Bap           | — | — |             |
| 2019 | Snowgoons Infantry | — | — |             |

### Instrumentalalben
| Jahr | Titel                              | Höchstplatzierung, Gesamtwochen, AuszeichnungChartplatzierungen (Jahr, Titel, Platzierungen, Wochen, Auszeichnungen, Anmerkungen) | Höchstplatzierung, Gesamtwochen, AuszeichnungChartplatzierungen (Jahr, Titel, Platzierungen, Wochen, Auszeichnungen, Anmerkungen) | Anmerkungen |
| Jahr | Titel                              | DE | CH | Anmerkungen |
| ---- | ---------------------------------- | --- | --- | ----------- |
| 2014 | Goonstrumentals Vol. 1             | — | — |             |
| 2014 | The Snowgoons Instrumentals Vol. 2 | — | — |             |
| 2014 | The Snowgoons Instrumentals Vol. 3 | — | — |             |
| 2020 | Goonstrumentals Vol. 2             | — | — |             |

### Kollaborationen
| Jahr | Titel                    | Höchstplatzierung, Gesamtwochen, AuszeichnungChartplatzierungen (Jahr, Titel, Platzierungen, Wochen, Auszeichnungen, Anmerkungen) | Höchstplatzierung, Gesamtwochen, AuszeichnungChartplatzierungen (Jahr, Titel, Platzierungen, Wochen, Auszeichnungen, Anmerkungen) | Anmerkungen              |
| Jahr | Titel                    | DE | CH | Anmerkungen              |
| ---- | ------------------------ | --- | --- | ------------------------ |
| 2009 | A Fist in the Thought    | — | — | mit Savage Brothers      |
| 2011 | Virohazard               | — | — | mit Viro The Virus       |
| 2011 | Your Favorite MC* 2011   | — | — | mit Reef the Lost Cauze  |
| 2011 | Sparta                   | — | — | mit M.O.P.               |
| 2013 | Welcome to the Goondox   | — | — | mit PMD und Sean Strange |
| 2013 | CoVIrt Ops: Infantry     | — | — | mit Virtuoso             |
| 2014 | WakeDaFucUp              | — | — | mit Onyx                 |
| 2014 | Bodhiguard               | DE37 (1 Wo.)DE | — | mit Absztrakkt           |
| 2014 | Killagoons               | — | — | mit Killakikitt          |
| 2014 | The Iron Fist            | — | — | mit Savage Brothers      |
| 2015 | Trapped in America       | — | — | mit N.B.S.               |
| 2018 | Musica de Los Muertos    | — | — | mit Side Effect          |
| 2018 | Newline                  | — | — | mit Cr7z                 |
| 2018 | King                     | — | — | mit Nine                 |
| 2019 | From Jersey To Germany   | — | — | mit Viro The Virus       |
| 2019 | Snowmads                 | — | — | mit Onyx                 |
| 2019 | Misanthrop               | — | — | mit Marph                |
| 2020 | Still Trapped in America | — | — | mit N.B.S.               |
| 2020 | Omnicide                 | — | — | mit Wise Intelligent     |

### Maxi-Singles
- 2000 Biz allez weggizz (Pal One)
- 2004 Hip Hop - The Return of the Culture (Donald D D)
- 2004 Clip Full of Ammo (J-Sands, Doujah Raze, Breez Evahflowin)
- 2005 Who Whats When Where (Celph Titled, Baby Blak)
- 2015 Magic (Witten Untouchable), Juice-Exclusive auf Juice CD No 131

## Musikvideos
- 2007 Never mit Reef the Lost Cauze
- 2008 Nothin You Say mit Edo G
- 2008 This Is Where the Fun Stops mit Reef the Lost Cauze
- 2008 Who mit Outerspace
- 2008 Casualties of War mit Smif-N-Wessun
- 2008 Raining mit Edo G, Jaysaun und Brainstorm
- 2009 Who (Remix) mit Outerspace, Suspee und Black Market
- 2009 The Time Is Now mit D-Stroy und Freestyle
- 2009 Krush University mit Krush Unit und Freestyle
- 2009 Git Cha Gully Up mit Outerspace
- 2010 King Kong mit Reef the Lost Cauze
- 2010 Snowgoons Dynasty mit Freestyle
- 2010 Global Domination mit Lord Lhus, Sean Strange, Sicknature und Psych Ward
- 2012 Terrorist mit Marph - Snowgoons ft Marph – Terrorist (Video by Design Department) (Memento vom 16. März 2012 im Internet Archive)
- 2012 Von der Hand in den Mund mit Absztrakkt
- 2012 John McEnroe mit NBS & Sicknature